# Methyprylon
Methyprylon ist ein Arzneistoff, der als Sedativum und Hypnotikum verwendet wurde. Es wurde 1954 für Hoffmann-La Roche patentiert und war in Deutschland unter dem Handelsnamen Noludar® ab 1955 auf dem Markt.
Chemisch gesehen gehört es – wie auch Glutethimid, Pyrithyldion und Thalidomid – zur Gruppe der Piperidindione. Diese wiederum sind strukturelle Abwandlungen der Barbiturate.

## Wirkmechanismus
Die Wirkungsdauer von Methyprylon entspricht der von mittellang wirksamen Barbituraten. Es hat gegenüber diesen keine Vorteile.

## Unerwünschte Wirkungen
Eine längerfristige Anwendung kann zur Abhängigkeit führen.

## Rechtsstatus
Methyprylon ist in der Anlage II zum deutschen Betäubungsmittelgesetz gelistet und zählt somit zu den verkehrsfähigen, aber nicht verschreibungsfähigen Betäubungsmitteln.